# Spanje op het Eurovisiesongfestival 2020
Spanje zou deelnemen aan het Eurovisiesongfestival 2020 in Rotterdam, Nederland. Het zou de 60ste deelname van het land aan het Eurovisiesongfestival geweest zijn. TVE was verantwoordelijk voor de Spaanse bijdrage voor de editie van 2020.

## Selectieprocedure
Op 5 juni 2019 bevestigde de Spaanse openbare omroep te zullen deelnemen aan de 65ste editie van het Eurovisiesongfestival. In tegenstelling tot de voorgaande jaren werd er dit keer afgezien van de organisatie van een nationale finale; TVE koos voor een interne selectie. De naam van de Spaanse kandidaat werd op 5 oktober 2019 vrijgegeven. Het ging om Blas Cantó. Het nummer waarmee hij naar Rotterdam zou trekken, werd op 30 januari 2020 gepresenteerd. Het kreeg als titel Universo.

## In Rotterdam
Als lid van de Grote Vijf mocht Spanje automatisch aantreden in de grote finale, op zaterdag 16 mei 2020. Het Eurovisiesongfestival 2020 werd evenwel geannuleerd vanwege de COVID-19-pandemie.
1961 · 1962 · 1963 · 1964 · 1965 · 1966 · 1967 · 1968 · 1969 · 1970 · 1971 · 1972 · 1973 · 1974 · 1975 · 1976 · 1977 · 1978 · 1979 · 1980 · 1981 · 1982 · 1983 · 1984 · 1985 · 1986 · 1987 · 1988 · 1989 · 1990 · 1991 · 1992 · 1993 · 1994 · 1995 · 1996 · 1997 · 1998 · 1999 · 2000 · 2001 · 2002 · 2003 · 2004 · 2005 · 2006 · 2007 · 2008 · 2009 · 2010 · 2011 · 2012 · 2013 · 2014 · 2015 · 2016 · 2017 · 2018 · 2019 · 2020 · 2021 · 2022 · 2023 · 2024 · 2025
Albanië · Armenië · Australië · Azerbeidzjan · België · Bulgarije · Cyprus · Denemarken · Duitsland · Estland · Finland · Frankrijk · Georgië · Griekenland · Ierland · IJsland · Israël · Italië · Kroatië · Letland · Litouwen · Malta · Moldavië · Nederland · Noord-Macedonië · Noorwegen · Oekraïne · Oostenrijk · Polen · Portugal · Roemenië · Rusland · San Marino · Servië · Slovenië · Spanje · Tsjechië · Verenigd Koninkrijk · Wit-Rusland · Zweden · Zwitserland